# Brotia henriettae
Brotia henriettae е вид охлюв от семейство Pachychilidae. Видът не е застрашен от изчезване.

## Разпространение и местообитание
Разпространен е в Китай (Юннан), Мианмар и Тайланд.
Обитава сладководни басейни, реки и потоци.